# Taj-ul Masjid
Die Taj-ul Masjid (arabisch تَاجُ ٱلْمَسَاجِد/ Tāj-ul Masjid ‚Krone der Moscheen‘) ist eine Moschee in Bhopal im indischen Bundesstaat Madhya Pradesh. Sie ist die größte Moschee in Indien und eine der größten der Welt.

## Geschichte
1874 begann Shah Jahan Begum nordwestlich von Bhopal einen neuen, ummauerten Stadtteil namens Shahjahanabad anlegen zu lassen. Er umfasste neben den Palästen der Bauherrin, etwa dem Taj Mahal, auch öffentliche Einrichtungen wie Schulen, Rasthäuser, Bibliotheken und Moscheen. Auch der Bau der Taj-ul Masjid  wurde für die neue Stadt geplant. Das Jahr des Baubeginns wird von dem Autor Jyoti Pandey Sharma auf einen Zeitpunkt nach 1871 geschätzt. Er begründet dies durch die Heirat Shah Jahan Begums mit ihrem zweiten Ehemann, einem tiefgläubigen Moslem. Der in Bhopal ansässige Autor Aarif Aziz gibt das Jahr 1887 an.
Nachdem Shah Jahan Begum 1901 gestorben war, wurde der Bau der Moschee von ihrer Tochter Sultan Jahan Begum bis zu ihrem Lebensende 1930 fortgesetzt. Ihr Sohn Hamidullah Khan übernahm den Weiterbau der Moschee und ließ eines der Tore nach den Plänen von Shah Jahan Begum errichten.
Der Bau wurde später von dem Islamschüler Imran Khan Nadwi fortgeführt. Sein Bruder Salman Khan Nadwi überwachte die Bauarbeiten. Das Gebäude wurde 1958 fertiggestellt und kostete rund 20 Millionen Indische Rupien. Der Eingang der Moschee wurde mit Motiven einer syrischen Moschee aus dem 13. Jahrhundert ausgestaltet, die der Emir von Kuwait in Erinnerung an seine ehemalige Frau stiftete.

## Lage
Der Gebäudekomplex wurde in der Mitte zwischen drei Seen geplant: dem Munshi Hussain Talab, dem Noor Mahal Talab und dem Motia Talab. Er liegt auf der höchsten Erhebung von Shahjahanabad.

## Architektur
Die Taj-ul Masjid wurde größtenteils im Stil der Mogul-Architektur gebaut. Die Moschee hat eine rosafarbene Fassade, die von zwei 18-stöckigen, achteckigen Minaretten mit Marmorkuppeln überragt wird. Man betritt sie über einen Hauptkorridor der von Säulen bekränzt wird und auf einem Marmorboden, der dem der Jama Masjid in Delhi und der Badshahi-Moschee in Lahore ähnelt. Sie hat einen Innenhof mit einem großen Wasserbecken in der Mitte. Die Hauptgebetshalle betritt man durch ein zweistöckiges Tor mit vier zurückgesetzten Torbögen und neun spitzenförmigen, mehrfachen Öffnungen in der Hauptgebetshalle. Die massiven Säulen in der Halle halten 27 Decken durch zusammenlaufende Bögen. 16 der Decken sind mit kunstvollen steinernen Blütenblättern verziert.
Die Moschee verfügt auch über eine Zenana (Frauengalerie), was selten ist, da Frauen das Gebet zur Zeit des Baus der Moschee zu Hause durchführten.

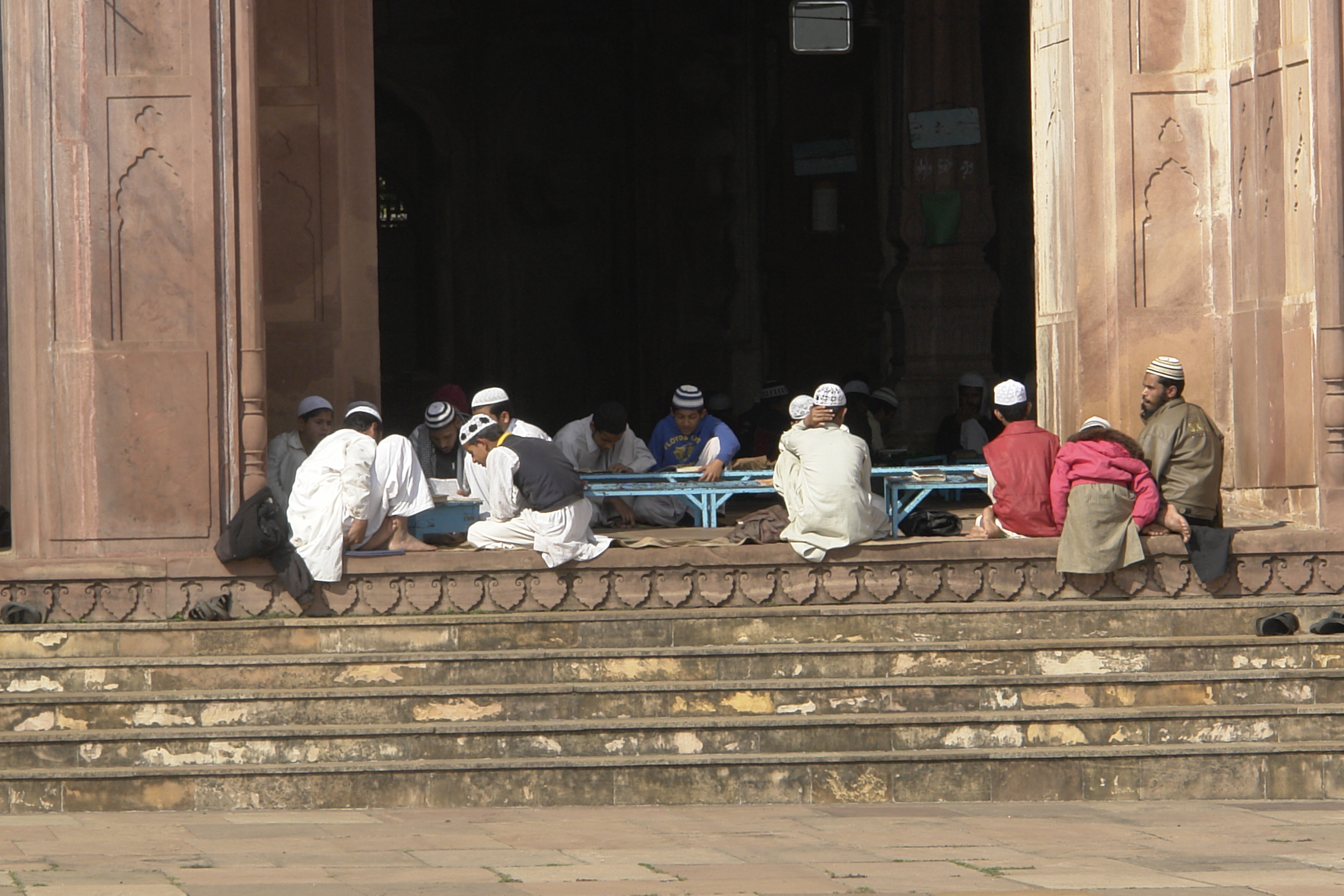
Madrasah in der Moschee

## Nutzung

### Festtagsmoschee
Da es in Bhopal schon eine Freitagsmoschee gibt, wurde die Taj-ul Masjid als ʿĪdgāh konzipiert.

### Versammlung der Tablighi Jamaat
Zwischen 1948 und 2001 fand in der Moschee die Bhopal Tablighi Ijtema statt, eine jährliche dreitägige Versammlung der Tablighi Jamaat statt. Die Versammlung wurde danach wegen Platzmangels nach Intkhedi  vor die Stadt verlegt.

### Impfzentrum
Während der COVID-19-Pandemie wurde in der Moschee ein Impfzentrum eingerichtet.

## Galerie

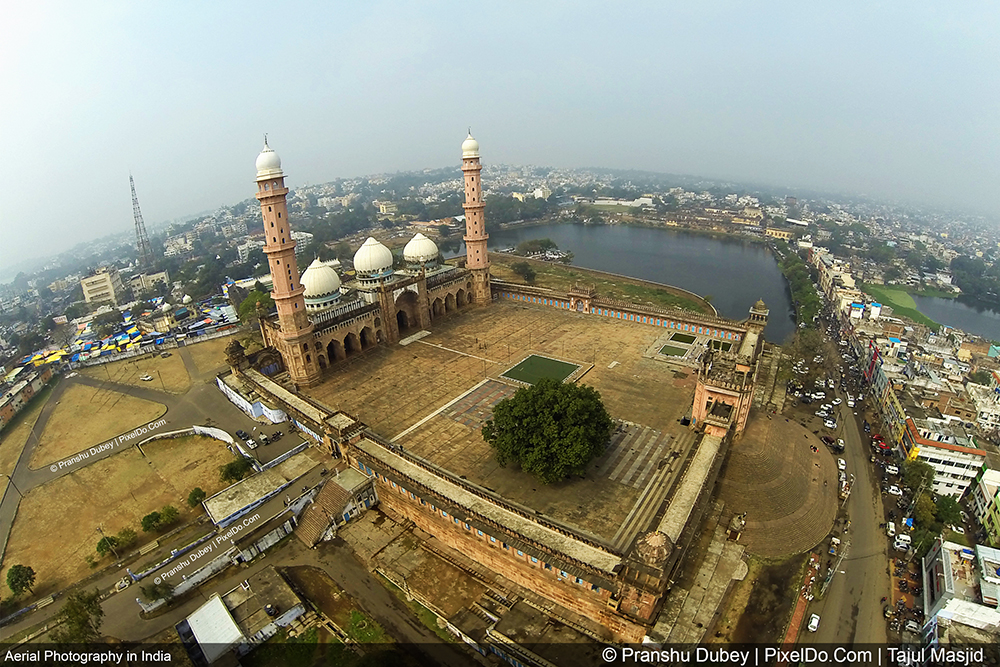
Luftbild
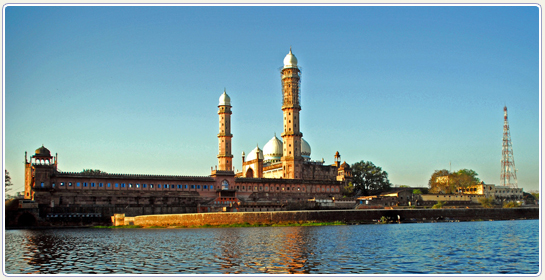
Taj-ul Masjid vom See
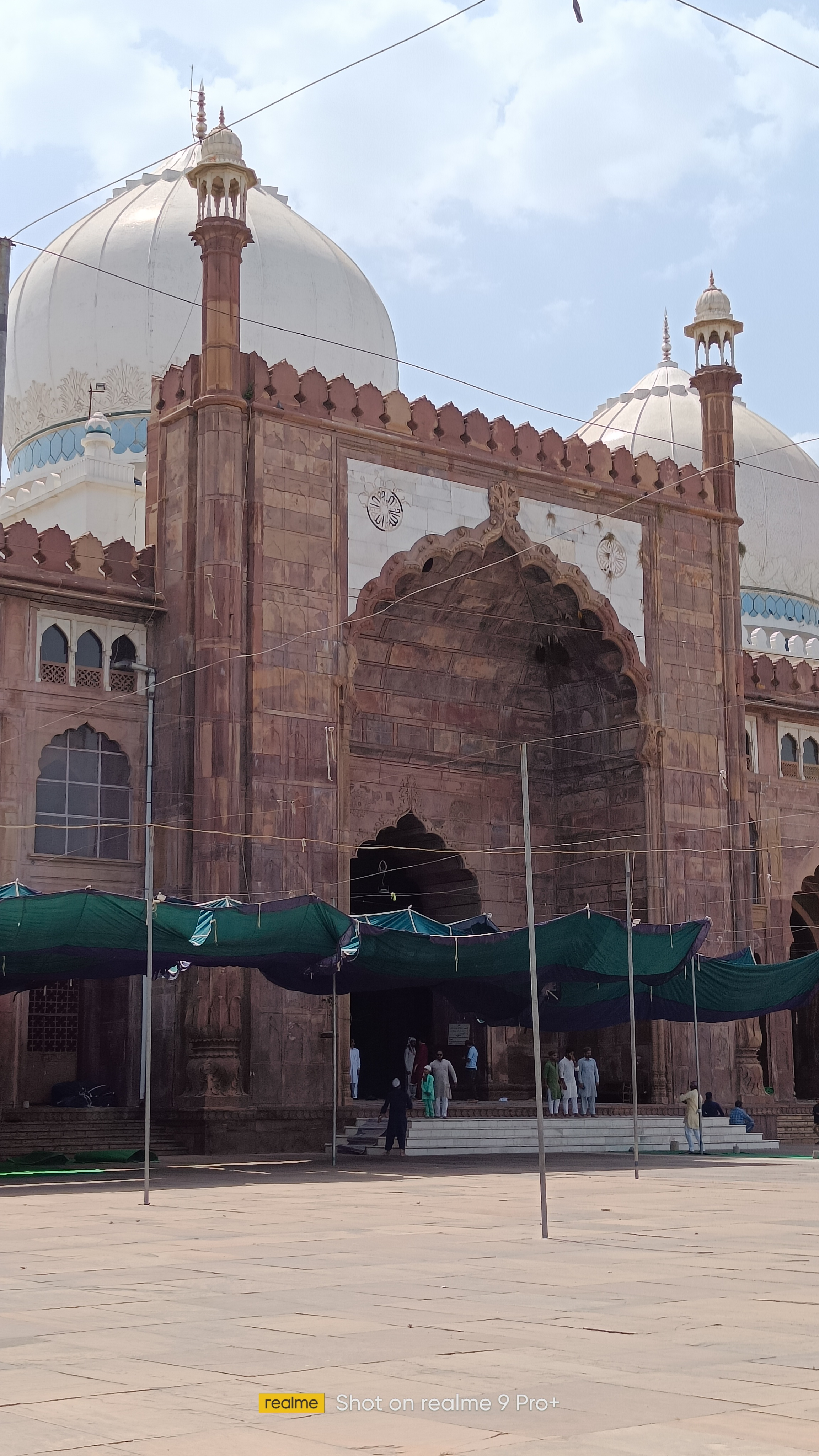
Eingangstor
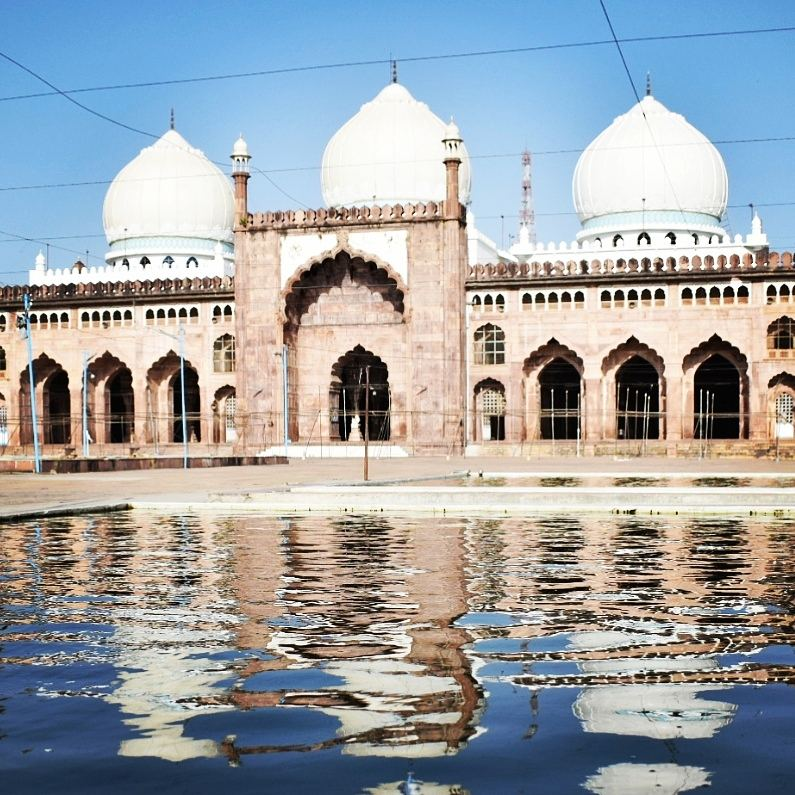
Innenhof mit Blick auf Wasserbecken und Gebetshalle

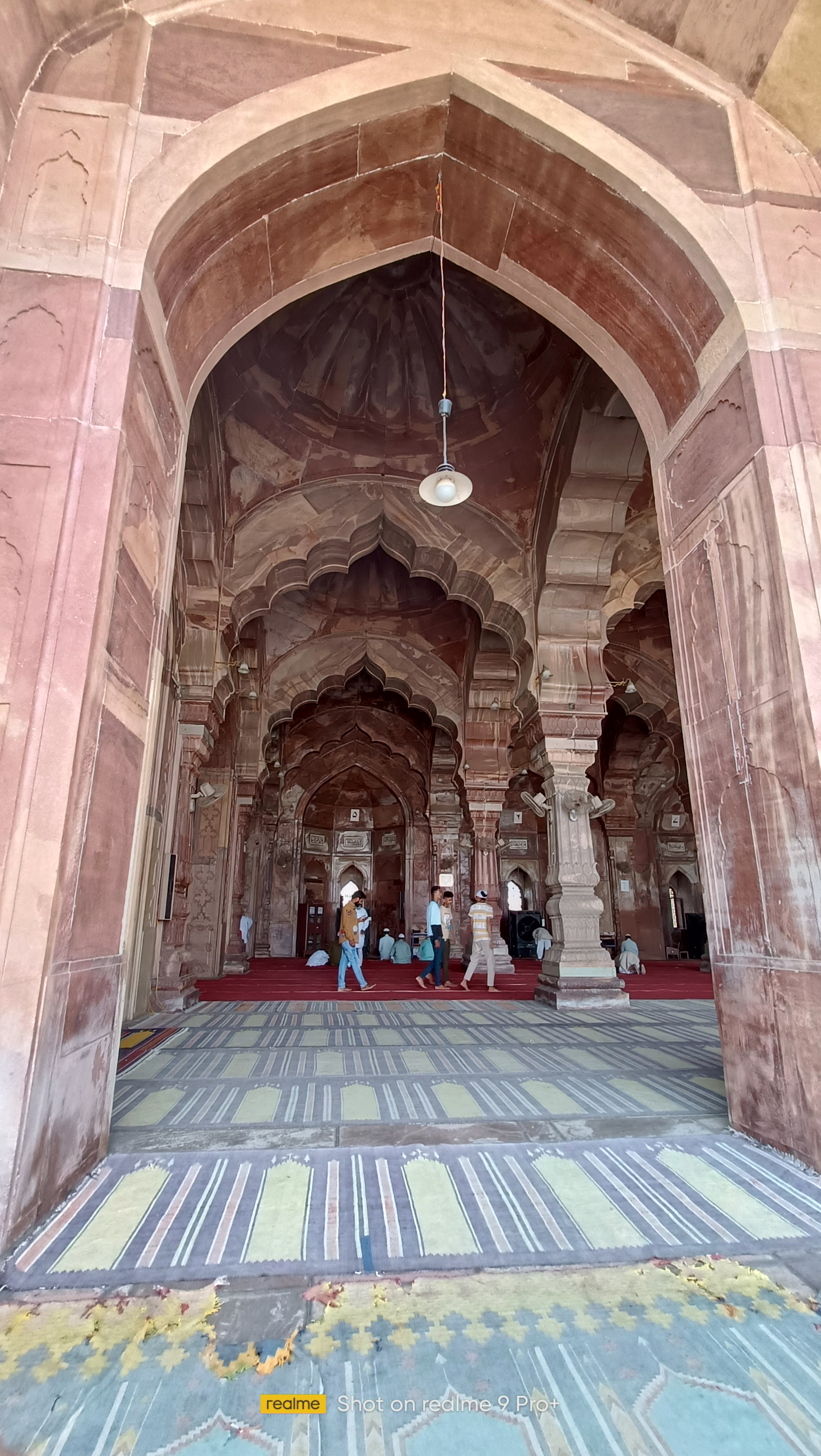
Eingang zur Gebetshalle
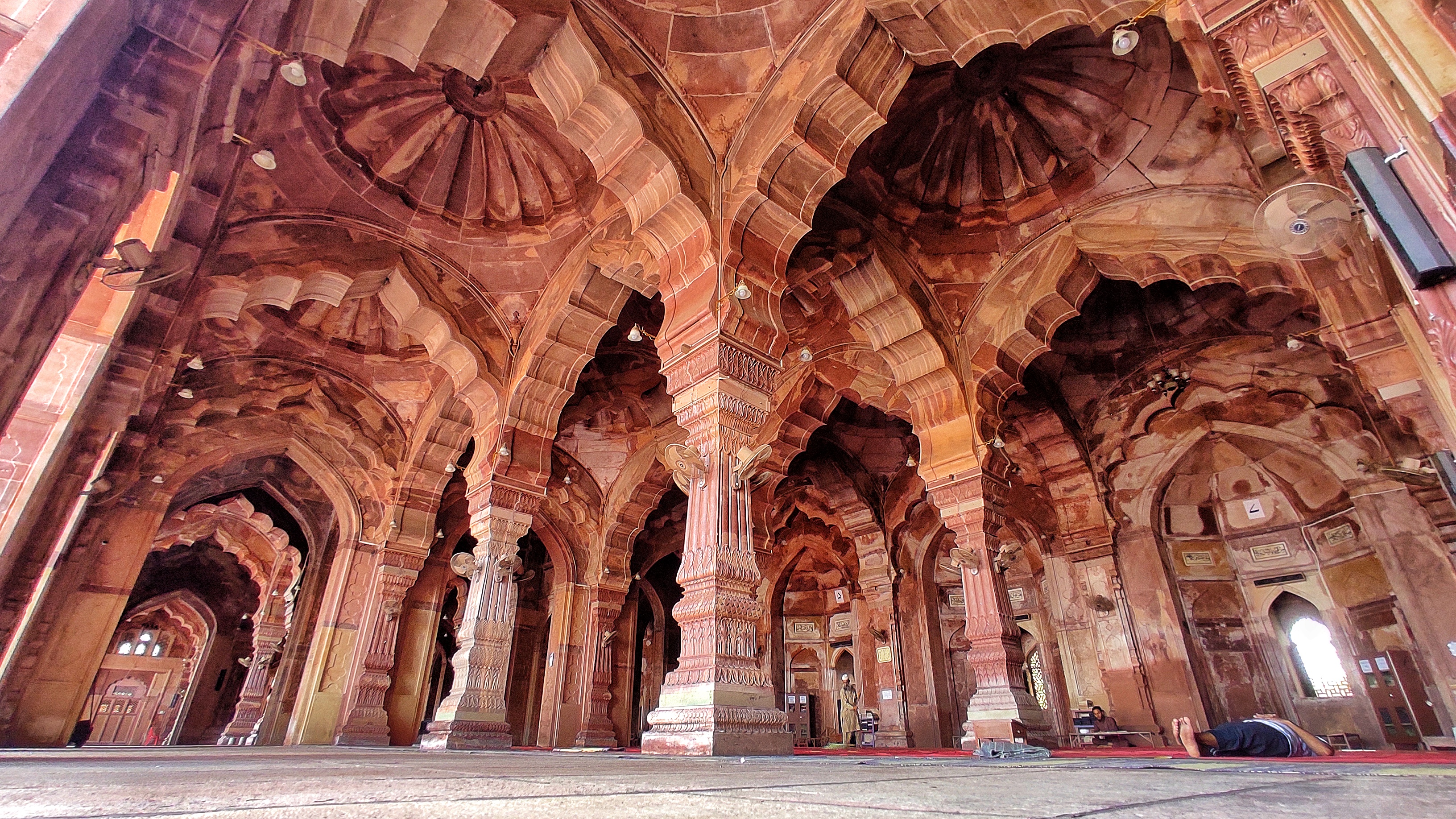
Säulengänge in der Gebetshalle
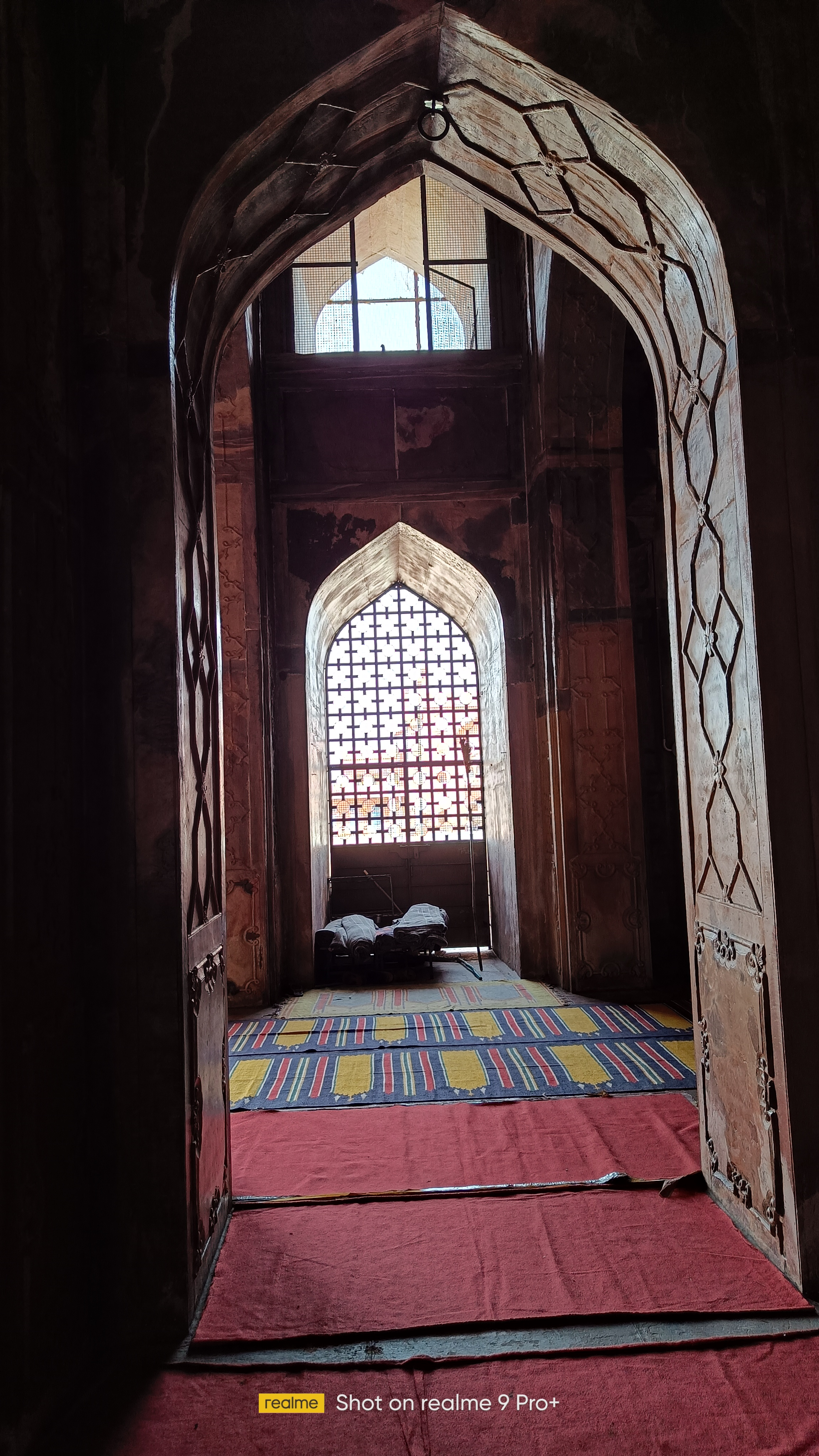
Gebetsnischen